# Maytag
The Maytag Corporation — американський бренд побутової техніки, що належить Whirlpool Corporation після придбання у квітні 2006 року Maytag.

## Історія
Компанія Maytag Washing Machine була заснована в 1893 році підприємцем Фредеріком Майтагом. У 1925 році компанія Maytag Washing Machine стала називатися  Maytag, Inc. На початку 1930-х років фотограф Теодор Хоридчак фотографував завод і деяких з його робітників. Під час Великої депресії 1930-х років компанія була однією з небагатьох, хто дійсно отримував прибуток у наступні роки. У 1938 році Maytag спровокував страйки робітників компанії через 10% зниження зарплати. Компанія змогла подолати страйк через втручання чотирьох військових компаній, включаючи кулеметну компанію 113-го кавалерійського полку, Національної гвардії штату Айова. 
Після смерті батька в 1940 році Фред Майтаг II, онук засновника, зайняв посаду президента. Під час Другої світової війни компанія брала участь у військовому виробництві, створюючи спеціальні компоненти для військової техніки. У 1946 році було відновлено виробництво пральних машин; у 1949 році перші автоматичні шайби були виготовлені на новому спеціалізованому заводі. У 1946 році Maytag почав продавати окрему лінійку діапазонів і холодильників, виготовлених іншими компаніями під назвою Maytag. Під час Корейської війни компанія знову виробляла запчастини для військової техніки, хоча виробництво пральних машин тривало.
У 2005 році китайський Haier намагався збільшити свою частку на зовнішніх ринках шляхом придбання конкуруючих виробників білої техніки та розширення виробничих потужностей за кордоном. За підтримки двох великих американських фондів прямих інвестицій Haier зробив заявку на придбання американського виробника побутової техніки Maytag за 1,28 мільярда доларів. Пропозиція провалилася, і Maytag був куплений Whirlpool за 1,7 мільярда доларів.